# Karim Adiprasito
Karim Alexander Adiprasito (Aachen, 1988) é um matemático alemão, professor de matemática na Universidade de Copenhaga, trabalhando na área da combinatória. É também professor de matemática na Universidade Hebraica de Jerusalém e doutorou-se em 2013 na Universidade Livre de Berlim, sob a supervisão de Günter Matthias Ziegler.
Recebeu o Prémio Combinatório Europeu pelo seu trabalho em geometria discreta, especialmente no campo da realização politópica, citando "as suas extensas e profundas contribuições para a geometria discreta utilizando métodos analíticos especialmente pela sua solução dos antigos problemas de Perles e Shephard (que remontam a Legendre e Steinitz) sobre poliedros simples em projecção".
Usando o trabalho de Mikhail Gromov em espaços de curvas apertadas, ele resolveu a conjectura de Hirsch para triangulações de grupos de variedades.
Juntamente com June Huh e Eric Katz, resolveu a conjectura de Heron-Rota-Welsh sobre a logoconvolução da característica polinomial dos matróides. Juntamente com Huh é um dos cinco vencedores do Prémio Novos Horizontes de 2019, associado ao Breakthrough Prize in Mathematics, pela sua realização precoce em Matemática.
Em dezembro de 2018 provou a conjectura g para as esferas triangulares. Pelo seu trabalho, recebeu o Prémio EMS 2020 da European Mathematical Society.